# Chorebus xiphidius
Chorebus xiphidius är en stekelart som beskrevs av Griffiths 1967. Chorebus xiphidius ingår i släktet Chorebus och familjen bracksteklar. Inga underarter finns listade i Catalogue of Life.